# Taft (Verwaltungsbezirk)
Taft (persisch شهرستان تفت) ist ein Schahrestan in der Provinz Yazd im Iran. Er enthält die Stadt Taft, welche die Hauptstadt des Verwaltungsbezirks ist. 

## Demografie
Bei der Volkszählung 2016 betrug die Einwohnerzahl des Schahrestan 43.893. Die Alphabetisierung lag bei 81 Prozent der Bevölkerung. Knapp 46 Prozent der Bevölkerung lebten in urbanen Regionen.
| Zensusjahr | Einwohnerzahl |
| ---------- | ------------- |
| 2011       | 45.145        |
| 2016       | 43.893        |